# Ekaterini Wongoli
Ekaterini Wongoli (gr. Αικατερίνη Βόγγολη; ur. 30 października 1970 w Larisie) – grecka dyskobolka, mistrzyni Europy z Monachium i brązowa medalistka Mistrzostw Świata w Paryżu. Na Igrzyskach Olimpijskich w Atenach zajęła 8. miejsce.